# Pohjakylä
Pohjakylä är en tätort (finska: taajama) i Sastamala stad (kommun) i landskapet Birkaland i Finland. Fram till 2007 var Pohjakylä centralorten för Suodenniemi kommun. Vid tätortsavgränsningen den 31 december 2021 hade Pohjakylä 395 invånare och omfattade en landareal av 2,23 kvadratkilometer.